# Hellé Nice
Hellé Nice (s pravim imenom Mariette Hélène Delangle), francoska dirkačica, plesalka in model, * 15. december 1900, Aunay-sous-Auneau, Eure-et-Loir, Francija, † 1. oktober 1984, Nica, Francija.
Hellé Nice se je rodila 15. decembra 1900 v francoskem mestu Aunay-sous-Auneau, Eure-et-Loir, kot Mariette Hélène Delangle. Z dirkanjem se je začela ukvarjati leta 1929, ko je zmagala na ženski dirki na dirkališču Montlhéry, pri tem pa je postavila še kopenski hitrostni rekord za ženske. S tem je opozorila nase in z dirkalnikom Miller je v drugem delu sezone uspešno nastopala v ZDA. Kmalu po vrnitvi je spoznala Philippa de Rothschilda v pariški kavarni na Elizejskih poljanah. Rothschild jo je predstavil lastniku Bugattija, Ettoreju Bugattiju, ki jo je sprejel v dirkaško moštvo.
Za sezono 1931 si je uspela priboriti nastop na petih dirkah za Veliko nagrado z dirkalnikom Bugatti T35C, najboljši rezultat je dosegla s sedmim mestom na dirki za Veliko nagrado Dieppa. Nato je vsako leto dobila priložnost na okoli petih dirkah, čeprav se ni uvrščala na stopničke je bila med navijači zelo priljubljena. Od sredine sezone 1933 je nastopala z dirkalnikom Alfa Romeo Monza, najboljši rezultat pa je dosegla s četrtim mestom na dirki za Veliko nagrado Pikardije v sezoni 1935.
Na dirki za Veliko nagrado Sao Paula v sezoni 1936 se je poškodovala v nesreči, ki jo je povzročil neki gledalec, ki je na stezo porinil balo sena. Njen dirkalnik je ob trku dvignilo in trčil je v predel, kjer so stali gledalci. Ob tem so štirje umrli, okoli trideset pa jih je bilo poškodovanih. Nezavestno so jo prepeljali v bolnišnico, kjer se je po treh dneh zbudila iz kome, po treh mesecih pa je bil odpuščena iz bolnišnice. Ta tragedija jo je povzdignila v brazilsko narodno junakinjo, po njej je bilo poimenovanih tudi več otrok, Helenice ali Elenice. V sezoni 1937 se je poskušala vrniti, toda nastopila je le na nekaj manjših dirkah. Kljub temu se je še naprej trudila vrniti v moštvo Bugatti, toda pa smrti prijatelja Jeana Bugattija na testiranjih in izbruhu druge svetovne vojne mesec kasneje za to ni bilo več možnosti. Tudi po koncu vojne še ni opustila misli na vrnitev in se je udeležila prvega povojnega relija v Monaku. Na zabavi ob vrnitvi dirkanja po vojni jo je zelo spoštovan dirkač Louis Chiron glasno obtožil sodelovanja z Gestapom med vojno, kar je pomenilo konec njene dirkaške kariere, saj so se sponzorji umaknili, kljub temu, da Chiron ni imel nobenega dokaza za to. Umrla je leta 1984 v Nici.